# Parafia św. Maksymiliana Marii Kolbego w Stróżnej
Parafia św. Maksymiliana Marii Kolbego w Stróżnej – parafia znajdująca się w diecezji tarnowskiej w dekanacie bobowskim. Liczy ok. 900 wiernych.

## Historia
Bp Józef Gucwa podczas wizytacji bobowskiej parafii zwrócił uwagę na znaczną odległość Stróżnej od kościoła w Bobowej i zachęcał do budowy kaplicy dojazdowej. Budowę nowej świątyni rozpoczął proboszcz bobowski ks. prałat Chrzan. Kościół wykończył oraz zorganizował parafię ks. Antoni Bochenek – pierwszy stróżniański proboszcz.
Parafia została wyodrębniona z parafii Wszystkich Świętych w Bobowej 24 lipca 1986.

## Proboszczowie
- ks. Antoni Bochenek (1986–2018)
- ks. Józef Uryga (od 11.08.2018)